# Gorilla beringei graueri
O gorila-de-grauer ou gorila-das-planícies-orientais (Gorilla beringei graueri), é uma das duas subespécies da espécie Gorilla beringei (gorila-do-oriente), esses grandes primatas atualmente são encontrados nas florestas do leste da República Democrática do Congo, no caso, no Parque Nacional de Kahuzi Biega-RDC & no Mt. Tshiaberimu, no Parque Nacional de Virunga-RDC, mas sendo essa população do Monte Tshiaberimu bastante pequena.
Esta espécie é mais robusta do que o Gorilla gorilla gorilla (gorilas da planície ocidental), apresenta dentes mais largos, uma mandíbula mais reforçada e um torso mais amplo. Como em outras espécies de gorilas, o lombo do macho torna-se prateado com a chegada da maturidade. É o maior primata atualmente vivente, sendo que o macho pode chegar a pesar 250 kg e medir 1,90 metros de comprimento em liberdade, podendo atingir maiores dimensões quando em cativeiro.
Há muito menos gorilas da planície oriental em comparação com gorilas da planície ocidental. De acordo com um relatório de 2004, havia apenas cerca de 5 000 membros dessa subespécie de gorila na natureza, sendo que este número caiu para menos de 3 800 em 2016, comparado com os quase 100 000 gorilas da planície ocidental. No entanto, uma pesquisa em 2021 deu uma estimativa de até 6 800 espécimes, sugerindo que o declínio não foi tão ruim quanto se temia, embora eles ainda enfrentem graves ameaças. Fora de sua área nativa, apenas uma fêmea de gorila da planície oriental vive em cativeiro, no Zoológico da Antuérpia na Bélgica.

## Alimentação
Este gorila é predominantemente herbívoro e sobretudo folívoro. É conhecido por comer poucas folhas de uma planta, permitindo que ela volte a crescer. Também come frutos, sementes, brotos de bambu e insectos.

## Reprodução
Após um período de oito meses e meio, a fêmea dá à luz um filhote, raramente dois. O período de aleitamento dura 12 meses. O filhote engatinha por volta dos 9 meses e começa a andar a partir de 35 semanas de vida. Não se separa da mãe até aproximadamente aos 3 ou 4 anos e a maturidade sexual é atingida aos 11 ou 12 anos de idade.

## Hábitos
O Gorilla beringei graueri tende a ser sociável e pacífico. Vive em grupos de 5 a 30 indivíduos. Os machos alfa são os que possuem lombo prateado, líderes do grupo e se encarregam de levar seu bando até o sítio de alimentação e também de conferir proteção contra o perigo.
Ao chegarem na maturidade, os machos vão lentamente abandonando o grupo, geralmente unindo-se a um grupo de outros machos por alguns anos, antes de serem capazes de atraírem várias fêmeas para formarem um novo grupo.